# Großholz Schleinitz und Petzschwitzer Holz
Das Großholz Schleinitz und Petzschwitzer Holz ist ein Naturschutzgebiet (NSG) im Landkreis Meißen in Sachsen. Von 1961 bis 2021 hatte das Naturschutzgebiet die Bezeichnung Großholz und umfasste eine Fläche von 14,65 ha. Das seit 2021 53,22 ha große Gebiet mit der NSG-Nr. D 28 befindet sich westlich von Schleinitz, einem Ortsteil der sächsischen Stadt Nossen und östlich der Staatsstraße S 32.